# Monòxid de sofre
El monòxid de sofre és un compost de sofre i oxigen, un òxid de fórmula {\displaystyle {\ce {SO}}}. És un compost molt inestable, molt diferent dels estables diòxid de sofre, {\displaystyle {\ce {SO2}}}, i triòxid de sofre, {\displaystyle {\ce {SO3}}}, els òxids més abundants del sofre. La seva entalpia de formació és positiva, mentre que les dels altres dos òxids són negatives:
{\displaystyle {\ce {1/8 S8 + 1/2 O2 -> SO}}\quad \quad \Delta H_{f}=+7\;\mathrm {kJ/mol} }{\displaystyle {\ce {1/8 S8 + O2 -> SO2}}\quad \quad \Delta H_{f}=-297\;\mathrm {kJ/mol} }{\displaystyle {\ce {1/8 S8 + 3/2 O2 -> SO3}}\quad \quad \Delta H_{f}=-396\;\mathrm {kJ/mol} }De les dues primeres equacions es dedueix que la reacció de descomposició del monòxid de sofre és altament exotèrmica:
{\displaystyle {\ce {2SO -> 1/8 S8 + SO2}}\quad \quad \Delta H_{d}=-311\;\mathrm {kJ/mol} }
La molècula d'{\displaystyle {\ce {SO}}} té un enllaç {\displaystyle {\ce {S-O}}} de 149,3 pm, més llarg que el present en el {\displaystyle {\ce {SO2}}}143,2 pm. La formació d'{\displaystyle {\ce {SO}}} ha sigut detectada en un bon nombre de reaccions fotoquímiques: fotòlisi del diòxid de sofre, del triòxid de sofre, del disulfur de carboni amb dioxigen, del disulfur de carboni amb diòxid de nitrogen, i en la fotòlisi i termòlisi de sulfòxids. és una especie química de gran importància com intermediari en moltes reaccions a altes temperatures, essent la seva vida mitjana de pocs mil·lisegons. Quan es condensa forma el dímer diòxid de disulfur, {\displaystyle {\ce {S2O2}}}.
Fora de la Terra ha sigut detectat a l'atmosfera d'Io, la lluna de Júpiter, expulsat per la intensa activitat volcànica que hi ha en aquest satèl·lit, i també en zones de formació d'estrelles.
Pot obtindre's en estat gasós mitjançant una descàrrega elèctrica en una mescla de diòxid de sofre, {\displaystyle {\ce {SO2}}}, i vapor de sofre, {\displaystyle {\ce {S8}}}, a baixa pressió. Si aquest gas es refreda es pot obtenir un sòlid de color taronja que es descompon ràpidament.